# Erginulus gervaisii
Erginulus gervaisii is een hooiwagen uit de familie Cosmetidae.